# Protokollsatzdebatte
Die Protokollsatzdebatte war eine Debatte des Wiener Kreises und dessen Umfeld über die empirische Basis der Wissenschaft. Die Debatte drehte sich um folgendes Problem: Angenommen empirische Wissenschaft kann als System von Sätzen verstanden werden, wie soll man dann die Teilmenge jener grundlegenden Sätze ("Protokollsätze", auch "Beobachtungssätze" genannt), die zur Testung weiterer Sätze ("theoretische Sätze") dienen, abgrenzen und beschreiben?
Hauptbeteiligte an der Debatte waren Moritz Schlick, Otto Neurath und Rudolf Carnap. Diese Debatte markiert einen wichtigen Richtungswechsel des logischen Empirismus. Wurden bis dahin Beobachtungsaussagen als feste empirische Basis angesehen, mit der wissenschaftliche Theorien begründet werden konnten, so wurde diese Auffassung nun durch einen Fallibilismus ersetzt. Auch fand eine Abwendung von Korrespondenztheorien und eine Hinwendung zu einer Kohärenztheorie der Wahrheit statt.
Auslöser der Debatte war eine 1932 veröffentlichte Publikation O. Neuraths, in der er Kritik an Carnaps Auffassung von Protokollsätzen übt. Carnap hatte in seinem Artikel „Die physikalische Sprache als Universalsprache der Wissenschaft“ Protokollsätze charakterisiert, indem er sich ihre Beobachtung protokollierende praktisch arbeitende Wissenschaftler zum Vorbild nahm:
- "Hierunter sind die Sätze verstanden, die das ursprüngliche Protokoll etwa eines Physikers oder Psychologen enthält. Wir stellen uns hierbei das Verfahren so schematisiert vor, als würden alle unsere Erlebnisse, Wahrnehmungen, aber auch Gefühle, Gedanken usw. sowohl in der Wissenschaft als auch im gewöhnlichen Leben zunächst schriftlich protokolliert, so daß die weitere Verarbeitung immer an ein Protokoll als Ausgangspunkt anknüpft."

Die Protokollsprache wird von Carnap als eine "ursprüngliche" Sprache außerhalb der wissenschaftlichen Sprache aufgefasst. Beide sind aber durch Übersetzungsregeln miteinander verknüpft, sodass eine wissenschaftliche Theorie durch Protokollsätze überprüft werden kann.
Für Otto Neurath hingegen gehören Protokollsätze zur selben universellen intersubjektiven Sprache, in der auch Theorien formuliert sind, allerdings haben sie einer bestimmten Form zu folgen; so beinhalten sie etwa immer den Namen der wahrnehmenden Person. Beeinflusst von Pierre Duhem und seiner These der Theoriengeladenheit aller Beobachtungen hält Neurath auch Protokollsätze für nicht absolut unveränderlich, sondern für revidierbar.
In seiner Antwort entgegnete Carnap, dass seine Ansichten nicht in Widerspruch zu Neuraths Auffassungen stehen, sondern dass es zwei miteinander vereinbare mögliche Sichtweisen sind. Carnap lehnt allerdings eine spezifische Form der Protokollsätze ab. Übernimmt man Neuraths Sichtweise, so seien Protokollsätze nicht prinzipiell von anderen Sätzen der Wissenschaftssprache verschieden und sie bilden immer nur eine vorläufige Übereinkunft im Rahmen eines Forschungskontextes, welche selbst wieder überprüft werden können.